# 青木智仁
青木 智仁（あおき ともひと、Aoki Tomohito、1957年6月12日 - 2006年6月12日）は、日本のベーシスト。神奈川県藤沢市出身。血液型O型。

## 来歴
14歳でギター、16歳でベースを手にする。美術学校在学中の19歳の時にYAMAHAベイエリアスペシャルコンテストでベストベーシスト賞を受賞。その後プロとして活動を始める。様々なアーティストのサポート、またスタジオミュージシャンとして多くのレコーディングに参加。
角松敏生のプロジェクトでは、1982年からツアーとほとんどのアルバムに参加。1993年から5年間、渡辺貞夫グループに参加。全米、カナダ、東南アジア、ブラジルなどのツアーに同行。本田雅人バンドのベーシスト。
1989年7月5日、1作目のアルバム『DOUBLE FACE』（BMGビクター）を発表。2000年に11年振り2作目のアルバム『EXPERIENCE』（ビクターエンタテインメント）をリリース。その年の『ADLIB』誌のベストフュージョンアルバムに選ばれる。その『ADLIB』誌の人気投票においては2005年度に1位（ベーシスト部門）を獲得。
2001年には青木の呼び掛けで本田雅人、塩谷哲、沼澤尚とフォー・オブ・ア・カインド結成。グループ名のアルバムをリリース。2006年までに2枚のオリジナル・アルバムをリリースしている。
2006年5月23日に東京都目黒区のブルース・アレイ・ジャパンにて新生・青木バンドのライブを行うなど、亡くなる直前まで積極的にアーティスト活動を行い、トップ・ミュージシャンとして様々なアーティストに声を掛けられてきた。
2006年6月12日、急性心不全のため死去。この日は49歳の誕生日だった。
亡くなって12日後の同年6月24日に横浜アリーナで行われた盟友・角松敏生のデビュー25周年ライブでは、レコーディング・過去ライブの青木の演奏を使用、メンバー紹介も角松より『He's on bass Aoki Tomohito』と紹介された。
角松は、青木の死去により『LEGACY OF YOU』以来計画していた自身のInstrumentalアルバム第3弾の制作を封印する事にしたと雑誌『ADLIB』の青木智仁追悼企画でのインタビューで語っている。

## 人物
謙虚で人柄が良くひょうきんでもあり、言葉遣いも丁寧で、かつ演奏に対して手を抜かず低音でミュージシャン達を支え続け、ベーシストとしてだけでなく人格者としても多くのミュージシャンから慕われていた。
愛器はATELIER Z製のシグネイチャー・モデル、M#245（4弦）・M#265（5弦）ハートキー・ベースアンプ。
植木等およびハナ肇とクレージーキャッツの大ファンであり、クレージーの貴重映像などを集める熱心なコレクターだった。また、角松のライブでは定番となっていたアンコールでの「GIRL IN THE BOX」でのコスプレで、植木の十八番だったチョビヒゲにステテコ姿でステージに上がったこともあった。

## ディスコグラフィー

### アルバム

#### ソロ・アルバム
- DOUBLE FACE（1989年発売）
- EXPERIENCE（2000年発売）

## ライブ・レコーディング参加作品
- 亜蘭知子「あなたにLonely」
- 杏里『Bi・Ki・Ni』『Timely!!』『WAVE』『SUMMER FAREWELLS』
- 今井優子「DO AWAY」
- 稲葉浩志「GO」「炎」（『志庵』収録）「波」（『マグマ』収録）「水平線」（『Peace Of Mind』収録）
- 植木等
- 大黒摩季「Love Me」（洋楽カヴァー他）
- 織田哲郎
- 角松敏生
- 我那覇美奈 「桜のころ」
- 金月真美「Bye Bye Love」「Solitude」
- 栗林誠一郎「Everybody Smiles On You」「SICK NIGHT」「The Rats Around You」「Back to the Summer」「ONE MORE TIME」
- 小柳ゆき『EXPANSION』
- 西城秀樹「BEAT STREET」『TWILIGHT MADE …HIDEKI』
- 坂本真綾「冬ですか」
- ジャドーズ「IT'S FRIDAY」
- SPEED
- SMAP
- SOURCE
- 田川伸治「GLOBAL GROOVE」「ETERNITY」
- DEEN『DEEN』「レールのない空へ」
- DIMENSION
- 中森明菜『BITTER AND SWEET』
- 中山美穂『CATCH THE NITE』「Virgin Eyes」
- NOBU CAINE
- Hi-Fi Set「EYEBROW」「COLLECTION」（LIVE ALBUM）
- B'z「SNOW」「BABY MOON」
- 平井堅
- hiro 「Bright Daylight」
- FOUR OF A KIND
- 堀井勝美PROJECT
- 本田雅人
- 増崎孝司「ESCAPE」「SPEAKS」
- 松本梨香「タイプ：ワイルド」
- 水木一郎「マジンガーZ (21st century ver.)」(Single)
- 望月衛介「Waitin' For You」
- 雪村いづみ「ふたつの FALL IN LOVE」「ときめく心だけで」
- 吉沢梨絵「SWEET REVENGE」
- 米光美保
- Ryu「国際結婚」
- 渡辺貞夫
- 「真・女神転生 LAW＆CHAOS DISC」　ゲームサウンドトラックCDアレンジディスク「CHAOS DISC」
- 日本テレビ系水曜ドラマ 恋のバカンス オリジナル・サウンドトラック